# 99999
99999（九万九千九百九十九、きゅうまんきゅうせんきゅうひゃくきゅうじゅうきゅう）は自然数、また整数において、99998の次で100000の前の数である。

## 性質
- 99999 は合成数である。その約数は 1, 3, 9, 41, 123, 271, 369, 813, 2439, 11111, 33333, 99999 である。
  - 約数の和は148512。
- 99999 は10進数において5桁の循環節を持つ循環小数を得る際に、除数として用いられる。例えば次のようなものである。
  - {\displaystyle 12345\div 99999=0.123451234512345\ldots }
- 各位の和が 45 になる最小の数である。次は189999。